# Mascarenhasia arborescens
Mascarenhasia arborescens är en oleanderväxtart som beskrevs av A.Dc.. Mascarenhasia arborescens ingår i släktet Mascarenhasia och familjen oleanderväxter. Inga underarter finns listade i Catalogue of Life.